# Загір'я (Логойський район, Знаменівська сільська рада)
Загір'я — (біл. вёска Загорье), село (веска) в складі Логойського району розташоване в Мінській області Білорусі, підпорядковане Знаменівській сільській раді.
Село Загір'я розташоване в центральних районах Білорусі, у північній частині Мінської області - орієнтовне розташування [Архівовано 25 серпня 2011 у WebCite].